# Arnold Huber
Pour les articles homonymes, voir Huber.
Arnold Huber (né le 11 septembre 1967 à Brunico) est un ancien lugeur et bobeur italien. Il fait partie d'une famille de lugeurs et de bobeurs avec ses frères Günther, Norbert Huber et Wilfried.

## Biographie
Arnold Huber a participé à des compétitions de luge simple au niveau international dès 1989, puis devient champion du monde en 1991 à Winterberg. Il a participé à une seule édition des Jeux olympiques d'hiver en 1994, durant lesquels il s'est classé quatrième en simple derrière Armin Zöggeler. Il n'obtient donc pas de médaille olympique à la différence de ses trois frères. Après ces Jeux, il décide de se tourner vers le bobsleigh et fait équipe désormais avec son frère Günther. Arnold Huber se retire de la compétition en 2001 et est rentré dans l'encadrement technique de l'équipe nationale de luge par la suite, puis dans celle de bobsleigh en 2007.

## Palmarès

### Jeux olympiques d'hiver
- Quatrième place du simple aux JO de Lillehammer 1994.

### Championnats du monde
- Médaille d'or en simple à Winterberg en 1991
- Médaille d'argent par équipes à Calgary en 1990
- Médaille de bronze par équipes à Winterberg en 1991

### Championnats d'Europe
- Médaille de bronze par équipe à Igls en 1990

### Coupe du monde
- 8 podiums